# USS Portland (CA-33)
Pour les autres navires du même nom, voir USS Portland.
Le USS Portland (CA-33) était un croiseur lourd de classe Portland appartenant à l’United States Navy. Construit dans les années 1930, il fut lancé le 21 mai 1932 et participa à la Guerre du Pacifique. Il fut retiré du service en 1946 et mis à la casse en 1959.

## Conception

### Formes et blindage
À l'origine, la classe Portland devait comprendre cinq navires, désignés CL (puis CA) du 32 au 36. Approuvés en 1929, les navires sont conçus comme ceux de la classe Northampton, mais rallongés de trois mètres. Lors des essais du Northampton, néanmoins, les concepteurs se rendent compte qu'il est très léger et qu'ils peuvent se permettre d'alourdir le navire en lui offrant une meilleure protection. Ainsi, seuls deux navires sont construits d'après ces nouveaux plans, le budget des trois autres étant réalloué à la classe New Orleans, celle-ci faisant partie d'un projet complètement nouveau.
Les plans étant presque arrêtés, le blindage supplémentaire est rajouté comme une seconde peau aux parties vitales du navire, les machines et les soutes à munitions. Le but est de protéger le navire d'une éventuelle explosion sous-marine, mais ce choix est critiqué car il reste plus vulnérable aux tirs hors de l'eau. Des calculs menés en 1933 montrent que le blindage des soutes à munitions résiste à des obus de 8 pouces/calibre 50 tirés entre 12 000 yards (10 973 m) et 20 500 yards (18 745 m) à l'avant, et entre 12 000 yards (10 973 m) et 2 300 yards (2 103 m) à l'arrière. Néanmoins ceux-ci peuvent pénétrer la ceinture de protection des machines à 24 000 yards (21 946 m) et le pont au-delà de 16 000 yards (14 630 m). De plus, le blindage des tourelles des canons de 8 pouces est de conception ancienne ; il reste ainsi pénétrable à des distances qui sont celles des combats de l'époque.

### Armement
L'armement principal du Portland est constitué de trois tourelles de trois canons de 8 pouces (203 mm). Ces canons de 8 pouces de 55 calibres Mk 9/2, plus lourds que leurs contemporains de même calibre, équipent les croiseurs lourds de la marine américaine et certains porte-avions tels le Saratoga ou le Lexington. Ils sont remplacés par des Mk 14/0 en janvier 1945. Quant aux tourelles, elles sont mues par des moteurs électriques au travers d'une boîte de vitesses hydraulique.
L'armement secondaire est lui constitué de huit canons de 5 pouces (127 mm) de 25 calibres. Conçus dans les années 1920, ces canons sont spécialement adaptés pour la lutte antiaérienne grâce à une vitesse à la bouche adéquate et à une faible inertie leur permettant d'être rapidement maniés par leurs servants.
En 1945, ses défenses anti-aériennes furent améliorées, recevant 24 canons Bofors de 40 mm disposés en quatre affûts quadruples et quatre affûts doubles. Il a également été doté de dix-sept affûts simples Oerlikon de 20 mm.

## Histoire

### Période de l'entre-deux-guerres
Parti de Boston le 1er avril 1933, le croiseur arrive dans la baie de Gravesend (en) à New York le 3 avril au soir. La nuit suivante, il reçoit un message annonçant que le dirigeable Akron s'est écrasé en mer. Trente-six minutes après réception du message, le navire est en route. Fonçant vers le large, il est le premier bateau sur le lieu de l'accident et assure ainsi la coordination de la tâche de recherche et sauvetage. Soixante-treize personnes périrent dans le désastre, parmi lesquels l'amiral William A. Moffett, chef du bureau de développement de l'aéronavale.

### Seconde Guerre mondiale

#### 1942

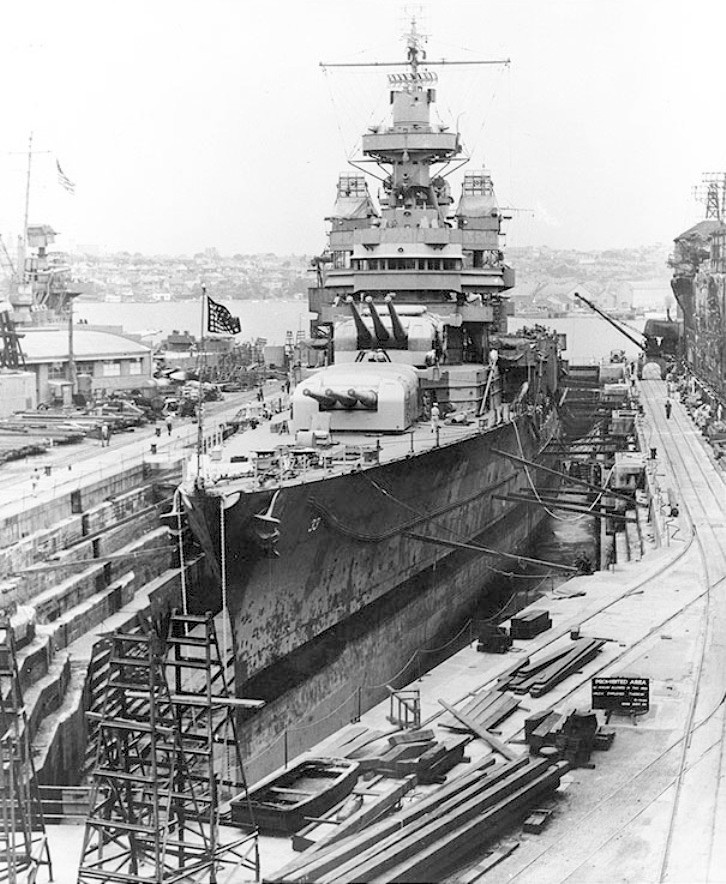
Le USS Portland à Sydney en 1942, en réparation après les dommages subis à Guadalcanal.

Lors de l'attaque japonaise contre Pearl Harbor, le 7 décembre 1941, le Portland était en mer en direction de Midway avec un groupe de transports. De décembre 1941 au 1er mai 1942 il opéra entre la côte ouest des États-Unis, Hawaï et les îles Fidji. Le croiseur fit ensuite partie du groupe d'attaque du contre-amiral Thomas C. Kinkaid lorsqu'une flotte d'invasion japonaise de la Nouvelle-Guinée en direction de Port Moresby fut repoussée au cours de la bataille de la mer de Corail. Lorsque le porte-avion USS Lexington fut coulé le Portland récupéra 722 survivants.
Il rejoignit l'escorte du groupe de porte-avions commandé par le contre amiral Frank J. Fletcher lors de la bataille de Midway du 2 au 6 juin. Le croiseur assura la couverture des débarquements des Marines à Tulagi et Guadalcanal.

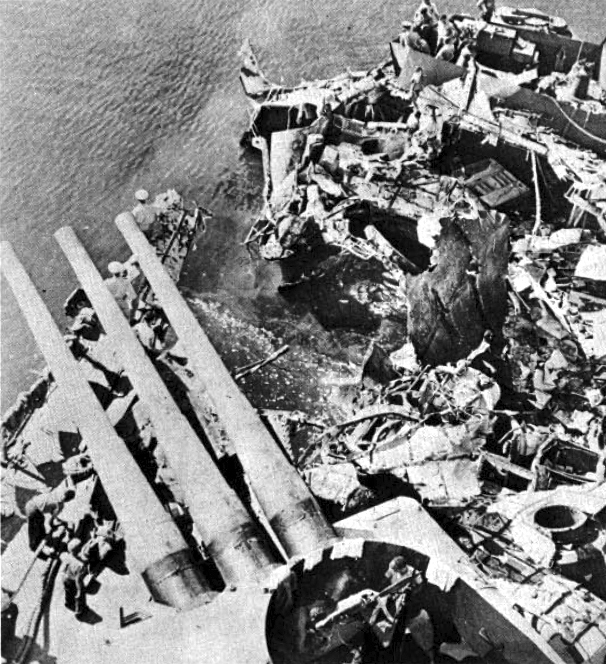
Vue des dommages à la poupe du USS Portland (CA-33) après son torpillage pendant la bataille naval de Guadalcanal le 13 novembre 1942.

Le Portland participa à la bataille des Salomon orientales contre la flotte japonaise pour empêcher le renforcement des unités japonaises dans les Salomon, puis, plus au sud il servit d'escorte à l'USS Enterprise lors de la bataille des îles Santa Cruz les 26 et 27 octobre. Deux semaines plus tard, il participa à la bataille navale de Guadalcanal du 12 au 15 novembre qui, malgré des pertes lourdes dans les deux camps, brisa l'effort japonais de renforcer leurs positions sur l'île de Guadalcanal et de briser l'assaut américain.
Le 13 novembre, lors de cet engagement, le Portland fut touché par une torpille sur l'arrière tribord qui endommagea la tourelle triple de 203 mm arrière, provoqua une gîte de 4 degrés et surtout bloqua le gouvernail 5 degrés à droite et détruisit les appareils de commande de barre. La gîte fut rapidement corrigée mais le croiseur lourd fut contraint de faire route en cercle vers la droite. À la fin du premier cercle, le croiseur de bataille japonais de classe Kongō, Hiei se trouva illuminé par le combat et le Portland  le prit pour cible, déclenchant des incendies à son bord. Puis, plus tard, toujours cerclant, le croiseur lourd détruisit et coula la coque abandonnée du destroyer Yūdachi.
Assisté de barges, de navires légers et d'un remorqueur, le Portland vint mouiller à Tulagi le 14 novembre 1942. Il fut ensuite remorqué jusqu'à Sydney pour effectuer des réparations préliminaires avant de retourner aux États-Unis, via les Samoa et Pearl Harbor, où il arriva le 3 mars 1943 et entra au Mare Island Naval Shipyard.

#### 1943-1944
Après réparations, le croiseur lourd effectue une période d'exercices opérationnels dans les eaux californiennes, puis se rend dans les Aléoutiennes où il arrive le 11 juin 1943. Il bombarde Kiska le 26 juillet, puis couvre une opération de débarquement de reconnaissance sur Little Kiska le 17 août. Il quitte la zone, fait escale à Pearl Harbor le 23 septembre, à San Francisco début octobre, et est de retour à Pearl Harbor à mi-octobre.
De novembre 1943 à février 1944, le Portland participe à la campagne des îles Gilbert et Marshall. Il est ensuite affecté à l'escorte de porte-avions durant les attaques de Palau, Yap, Ulithi et Woleai. Puis il fait route pour Hollandia où il couvre des débarquements américains dans le secteur, du 21 au 24 avril 1944, et se rend au nord pour Truk en compagnie de cinq croiseurs et destroyers pour aller bombarder Satowan.
Après cette série d'opérations, le croiseur lourd relâche à l'île de Mare sur la côte ouest des États-Unis pour un arrêt technique. Le navire est de retour sur le théâtre des opérations pour participer aux bombardements sur Peleliu les 12-14 septembre 1944, prémices de la bataille de Peleliu. Le 15, il accompagne le débarquement des forces américaines et couvre les troupes au sol jusqu'au 29 septembre puis il part pour l'île de Manus.
Le Portland rejoint ensuite une force puissante pour la première attaque de surface au centre des Philippines. Il arrive à Leyte le 17 octobre et pilonne les deux jours suivants les positions fortifiées ennemies pour préparer le débarquement. Dans la nuit du 24 octobre, un puissant groupe de combat japonais composé de deux cuirassés, d'un croiseur lourd et de quatre destroyers s'engage dans le détroit de Surigao avec l'intention apparente de surprendre les navires américains concentrés dans le golfe de Leyte. Repérés, les navires japonais sont interceptés par une flotte américaine comprenant le Portland. L'attaque commence par un raid de vedettes lance-torpilles, se poursuit par trois charges de destroyers à la torpille, et enfin la ligne de bataille des cuirassés et croiseurs pilonne la flotte japonaise, en bloquant le nord du détroit. La flotte japonaise est anéantie.

#### 1945

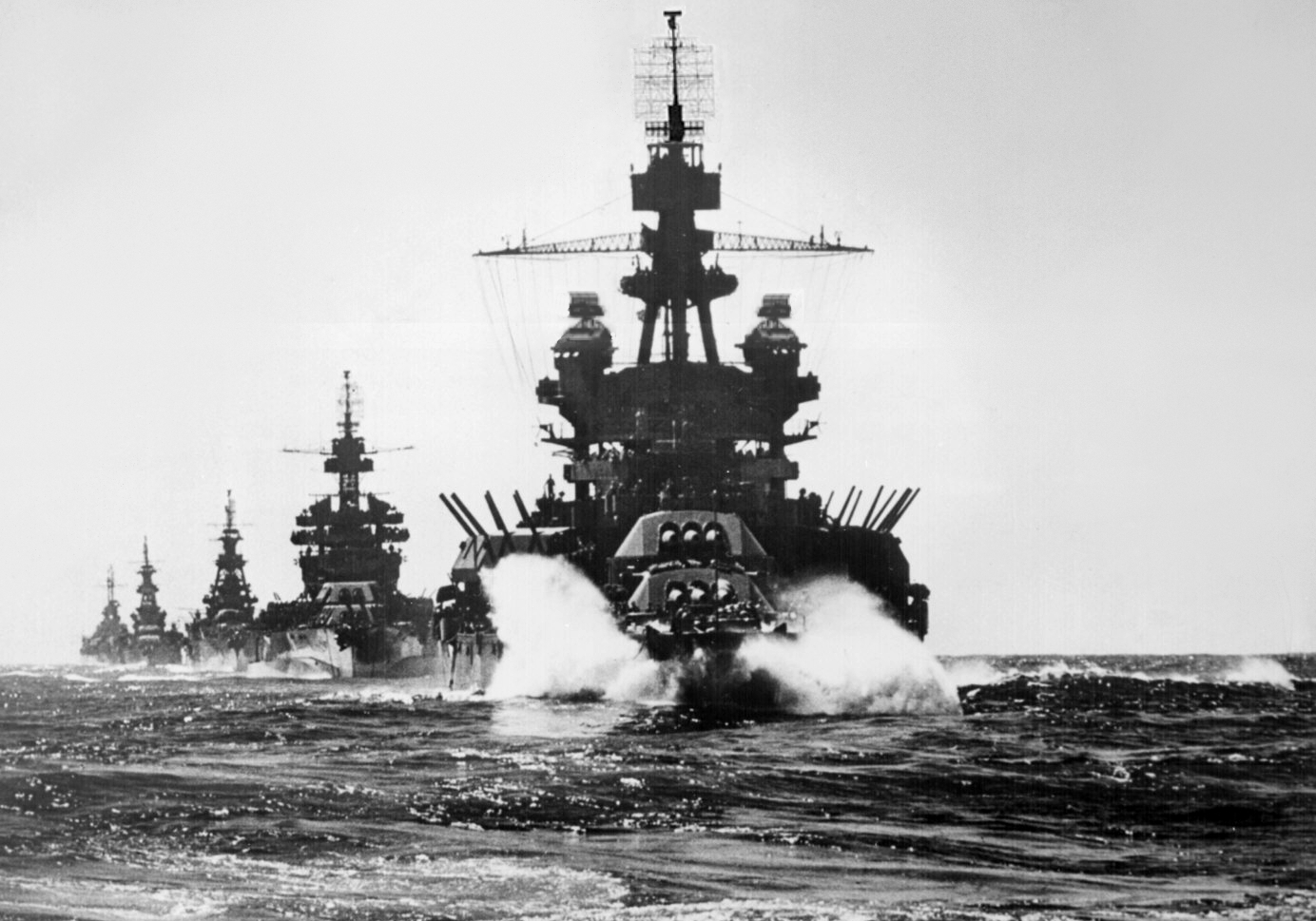
L' menant les navires,, USS Portland, et dans le golfe de Lingayen en janvier 1945.

Du 3 janvier au 1er mars 1945, le Portland participe aux opérations de débarquement dans le golfe de Lingayen, aux Philippines. Il quitte la zone pour rejoindre Leyte le 1er mars pour réapprovisionnement et réparations. Du 26 mars au 20 avril, le croiseur est engagé dans les opérations de soutien à Okinawa, et subit 24 raids aériens en étant crédité de quatre avions japonais détruits. Du 8 mai au 17 juin, il participe encore au bombardement d'Okinawa, jusqu'à la victoire sur l'île, puis il revient à Leyte.

### Après guerre
Après la capitulation japonaise, l'USS Portland devient le navire-amiral du vice-amiral George D. Murray, pour aller recevoir la reddition des troupes japonaises aux îles Carolines. Le navire se rend à Truk et, en tant que représentant de l'amiral Nimitz, Murray accepte la capitulation japonaise sur le pont du croiseur. Le Portland navigue ensuite jusqu'à Pearl Harbor pour embarquer 600 soldats en route pour leurs foyers. Il passe par le canal de Panama le 8 octobre puis atteint Portland le 27 octobre pour les célébrations du Jour de la Marine. Le croiseur lourd se présente le 11 mars 1946 au Philadelphia Naval Shipyard pour être désactivé et incorporé dans la flotte de réserve. Il est rayé des listes de la Marine le 1er mars 1959 et vendu pour la ferraille le 6 octobre. Le Portland est détruit en 1961-1962 à Panama-City, en Floride.